# Катанца
Катанца (в Монголии Ар-Хаданц-Гол; монг. Хаданцаа гол) — река в России и Монголии, левый приток Чикоя.
Длина — 94 км. Площадь водосборного бассейна — 3330 км². Среднегодовой расход воды — 30 м³/с.
Берёт начало в аймаке Сэлэнгэ в северо-восточной Монголии, далее протекает по Забайкальскому краю.
Код водного объекта — 16030000212116300011785.